# Национални паркови Русије
На територији Руске Федерације постоје укупно 44 заштићена природна подручја са статусом националног парка (закључно са крајем 2014. године). Укупна површина заштићених подручја са статусом националног парка је преко 110.000 km².
Најстарији национални парк на подручју Совјетског Савеза основан је 1971. на територији Естонске ССР, на обалама Финског залива (национални парк Лахемаа), док су први национални паркови на територији Русије основани тек 1983. * Сочи и Лосини Остров).
Према закону о заштићеним подручјима РФ национални парк је подручје копна и воде са специфичним екосистемом у којем се људска активност своди искључиво на еколошка питања и научна истраживања. Дозвољена је туристичка експлоатација подручја, али у строго ограниченим условима. Територија сваког парка је подељена према степену заштите на строго заштићена подручја, заштићена подручја и рекреационе зоне.

## Списак националних паркова Русије
| #   | Национални парк       | Локација                              | Површина у km² | Датум оснивања      | Слика |
| --- | --------------------- | ------------------------------------- | -------------- | ------------------- | ----- |
| #1  | „Аланија“             | Северна Осетија                       | 549,26         | 18. фебруар 1998.   |       |
| #2  | „Алханај“             | Забајкалски крај                      | 1.382,34       | 15. мај 1999.       |       |
| #3  | „Ањујски“             | Хабаровски крај                       | 4293           | 15. децембар 2007.  |       |
| #4  | „Башкирија“           | Република Башкортостан                | 832            | 11. септембар 1986. |       |
| #5  | „Берингија“           | Чукотка                               | 18.194,54      | 17. јануар 2013.    |       |
| #6  | „Бикин“               | Приморска Покрајина                   | 11604,69       | 3. новембар 2015    |       |
| #7  | „Бузулукшки бор“      | Оренбуршка област Самарска област     | 1.067,88       | 9. јануар 2008.     |       |
| #8  | „Валдајски“           | Новгородска област                    | 1.584,61       | 17. мај 1990.       |       |
| #9  | „Водлозерски“         | Република Карелија Архангелска област | 4.683,4        | 20. април 1991.     |       |
| #10 | „Забајкаљски“         | Република Бурјатија                   | 2.671,77       | 12. септембар 1986. |       |
| #11 | „Завидово“            | Тверска област Московска област       | 1.250          | 1972.               |       |
| #12 | „Зов тигра“           | Приморски крај                        | 821,52         | 2. јун 2007.        |       |
| #13 | „Зјураткуљ“           | Чељабинска област                     | 882,49         | 3. новембар 1993.   |       |
| #14 | „Калеваљски“          | Република Карелија                    | 743,43         | 30. новембар 2006.  |       |
| #15 | „Кенозерски“          | Архангелска област                    | 1.396,63       | 28. децембар 1991.  |       |
| #16 | „Куршскаја коса“      | Калињинградска област                 | 66,27          | 6. новембар 1987.   |       |
| #17 | „Лосини остров“       | Москва Московска област               | 128,81         | 24. август 1983.    |       |
| #18 | „Мариј Чодра“         | Република Мариј Ел                    | 365,93         | 13. септембар 1985. |       |
| #19 | „Мешчјора“            | Владимирска област                    | 1.187,58       | 9. април 1992.      |       |
| #20 | „Мешчјорски“          | Рјазањска област                      | 1.030,14       | 9. април 1992.      |       |
| #21 | „Нечкински“           | Република Удмуртија                   | 207,52         | 16. октобар 1997.   |       |
| #22 | „Нижњаја Кама“        | Република Татарстан                   | 265,87         | 20. април 1991.     |       |
| #23 | „Оњешко поморје“      | Архангелска област                    | 2.016,68       | 26. фебруар 2013.   |       |
| #24 | „Орловско полесје“    | Орловска област                       | 777,45         | 9. јануар 1994.     |       |
| #25 | „Панајарви“           | Република Карелија                    | 1.044,73       | 20. мај 1992.       |       |
| #26 | „Плешчејево језеро“   | Јарославска област                    | 237,9          | 26. септембар 1988. |       |
| #27 | „Прибајкалски“        | Иркутска област                       | 4.173          | 13. фебруар 1986.   |       |
| #28 | „Припишмински бори“   | Свердловска област                    | 487,3          | 20. јун 1993.       |       |
| #29 | „Приељбрусје“         | Република Кабардино-Балкарија         | 1.010,2        | 22. септембар 1986. |       |
| #30 | „Рускаја Арктика“     | Архангелска област                    | 14.260         | 15. јун 2009.       |       |
| #31 | „Руски север“         | Вологодска област                     | 1.664          | 20. март 1992.      |       |
| #32 | „Самарска Лука“       | Самарска област                       | 1.271,86       | 28. април 1984.     |       |
| #33 | „Себешки“             | Псковска област                       | 500,21         | 1. јул 1996.        |       |
| #34 | „Смоленско појезерје“ | Смоленска област                      | 1.462,37       | 15. април 1992.     |       |
| #35 | „Смољниј“             | Република Мордовија                   | 363,85         | 7. март 1995.       |       |
| #36 | „Сочи“                | Краснодарски крај                     | 1.937,37       | 5. мај 1983.        |       |
| #37 | „Таганај“             | Чељабинска област                     | 568,43         | 5. март 1991.       |       |
| #38 | „Тункиншки“           | Република Бурјатија                   | 11.836,62      | 27. мај 1991.       |       |
| #39 | „Угра“                | Калушка област                        | 986,23         | 10. фебруар 1997.   |       |
| #40 | „Удегејска легенда“   | Приморски крај                        | 886            | 9. јун 2007.        |       |
| #41 | „Хвалински“           | Саратовска област                     | 255,14         | 19. август 1994.    |       |
| #42 | „Чаваш Вармане“       | Чувашка Република                     | 252            | 20. јун 1993.       |       |
| #43 | „Шорски“              | Кемеровска област                     | 4.138,43       | 27. децембар 1989.  |       |
| #44 | „Шушенски бор“        | Краснојарски крај                     | 391,7          | 3. новембар 1995.   |       |
| #45 | „Југид-ва“            | Република Коми                        | 18.917,01      | 23. април 1994      |       |
| #46 | „Шантарска острва“    | Хабаровска Покрајина                  | 5.155          | 2013                |       |